# IC 1903
IC 1903 ist ein interagierendes Galaxienpaar im Sternbild Pendeluhr am Südsternhimmel.
Das Objekt wurde am 14. Oktober 1898 von DeLisle Stewart entdeckt.